# Димитър Дудев
Димитър Дудев е български морски офицер, капитан I ранг, командир на Българския беломорски флот между 1941 и 1944 г.

## Образование
Димитър Калчев Дудев е роден на 20 септември 1896 г. в гр. Ловеч, Царство България. През 1913 г. започва обучението си в Морското училише във Варна, а през следващата година заедно с мичман II ранг Димитър Светогорски е изпратен във Военноморската академия в Ливорно, Италия, за да продължи подготовката си за морски офицер. Избухването на Първата световна война става причина той да се върне в България. В края на месец март 1916 г. завършва III курс на Морското училище и заедно с още 8 български кадети заминава като степендиант на Министерството на войната във Военноморското училище „Мюрвик“ във Фленсбург, Германия. В периода 1919 – 1940 г. заема различни позиции във военния и търговския флот – помощник-капитан на параходите „Фердинанд“ и „Варна“, командир на миночистачен кораб „Черноморец“, командир на Семафорната служба и др. През 1935 г. е на специализация по минно-заградително и миночистачно дело във Военноморкста академия в гр. Кил, Германия. В подготовката му там влиза и триседмично плаване с немския лек крайцер „Кьонигсберг“.

## Кариера
След успеха на операция Марита  през пролетта на 1941 г. Германия и Царство България се споразумяват за навлизане на български войски в Беломорието, като българските части трябва да организират неговата отбрана. На България е предоставен района между реките Струма и Места с островите Тасос, Самотраки и пет пристанища – Кавала, Дедеагач, Порто Лагос, Лименария и Камариотиса. По нареждане на цар Борис III в края на април започва придвижването на отряд от Дунавската флотилия под командването на капитан Петър Неделчев към бреговете на Бяло море. От него се формира Беломорският отряд. На 12 май 1941 г. капитан Петър Неделчев е освободен от командването на Беломорския отряд и на негово място е назначен капитан II ранг Димитър Дудев. С царска заповед № 76/30.07.1941 г. Дудев е назначен за временно изпълняващ длъжността командир на Беломорската флотилия, а от 26.05.1942 г. със заповед № 41 е назначен за командир на Беломорския флот. С царска заповед № 74/14.09.1943 г. е произведен в звание капитан I ранг. Само година по-късно – през септември 1944 г. е освободен от флота „поради навършване на 25 г. военна служба“. В този период това се оказва най-подходящият предтекст за бързо освобождаване от вече неудобните царски офицери.

## Години на репресии
След Деветосептемврийски преврат капитан I ранг Димитър Дудев е арестуван и лежи във военнен арест. В началото на 1945 г. е съден и оправдан от Народния съд, но е въдворен за шест месеца принудителен труд на язовир „Росица“. В периода 1947 – 1955 г. Дудев и семейството му са изселени от гр. Варна и живеят в добричките села Вратарите и Победа. Капитанът се връща във Варна през 1955 г. Умира на 14 май 1976 г. Погребан е в новите градски гробища в с. Тополи.

## Памет
През 2014 г. по инициатива на Съюза на възпитаниците на Военните на Н.В. училища, ШЗО и родолюбивото войнство и гражданство и с подкрепата на командването на ВМС, Варненска и Великопреславска митрополия, в гр. Варна е открита паметна плоча на Димитър Дудев. На тържествения ритуал присъства внукът на капитан Дудев – Иван Грънчаров.

## Военни звания
- Капитан II ранг
- Капитан I ранг (14 септември 1943 г.)